# Erik Sundlöf
Erik Sundlöf, född 21 juni 1991, är en svensk friidrottare (höjdhoppare) som tävlar för Hässelby SK, men tidigare (före säsongen 2011) representerade Glanshammars IF.

## Personliga rekord
| Utomhus - Höjdhopp – 2,21 (Mannheim, Tyskland 4 juli 2010) | Inomhus - Höjdhopp – 2,19 (Sätra 27 februari 2010) - Höjdhopp – 2,14 (Huddinge kommun 16 januari 2010) |